# Essener SV 1899
Der Verein Essener Sportverein 1899 (kurz: ESV 99) war der älteste Fußballverein aus der Stadt Essen. Er wurde 1899 gegründet. Nach einer Fusion mit dem BTLV Rheinland 06 im Jahr 1974 heißt der Verein Essener Sport-Gemeinschaft 99/06 e. V. (kurz: ESG 99/06).

## Geschichte
Der Verein wurde 1899 unter anderem von Walther Bacmeister, welcher den Verein bis 1904 auch als Vorsitzender leitete, gegründet und ist damit der älteste Fußballverein der Stadt Essen. Schon bald konkurrierte er mit einer weiteren bürgerlichen Mannschaft aus Essen, der 1900 gegründeten Spielabteilung des Essener Turnerbundes. Größter Erfolg war in der Saison 1902/03 das Erreichen der Endrunde um die erste Westdeutsche Meisterschaft, in der letztlich nur der Kölner FC 99 besser war, aber der FC München-Gladbach hinter den Essenern landete. Auf Bezirksebene konnte man sich sogar zuvor gegen den Duisburger SpV durchsetzen. Bis in die 1930er Jahre konnte man sich unter den Essener Vereine im Essener Fußball etablieren.
Danach machte der Verein nur noch wenig von sich reden. Nach einer 1974 erfolgten Fusion mit dem BTLV Rheinland 06 zur Essener Sport-Gemeinschaft 99/06 zählt der Verein zu den größeren Vereinen in Essen. Die erste Fußballmannschaft stieg in der Saison 2009/10 in die Bezirksliga auf, welche im Fußballverband Niederrhein die achthöchste Stufe im deutschen Fußball darstellt.

## Persönlichkeiten
- Daniela Arndt, Jugendspielerin bei der Essener SG 99/06
- Oliver Bierhoff, Jugendspieler bei der Essener SG 99/06
- Mandy Islacker, Jugendspielerin bei der Essener SG 99/06
- Maxim Leitsch, Jugendspieler bei der Essener SG 99/06
- Markus Reiter, Jugendspieler bei der Essener SG 99/06
- Steve Tunga, Jugendspieler bei der Essener SG 99/06

## Sportarten
Heute werden außer Fußball die Sportarten Badminton, Hockey, Tischtennis, Turnen und Gymnastik im Verein angeboten.